# Clerita
La clerita és un mineral de la classe dels sulfurs, que pertany al grup de la berthierita. Rep el nom en honor d'Onisim Yegorovitch (Egorovich) Kler (Онисим Егорович Клер) (Suïssa, 25 de febrer de 1845 - Rússia, 18 de gener de 1920), naturalista i membre honorari de la Societat Mineralògica Russa.

## Característiques
La clerita és una sulfosal de fórmula química MnSb₂S₄. Es tracta d'una espècie aprovada per l'Associació Mineralògica Internacional, i publicada per primera vegada el 1996. Cristal·litza en el sistema ortoròmbic. La seva duresa a l'escala de Mohs es troba entre 3,5 i 4.
Segons la classificació de Nickel-Strunz, la clerita pertany a «02.HA: Sulfosals de l'arquetip SnS, amb Cu, Ag, Fe (sense Pb)» juntament amb els següents minerals: calcostibita, emplectita, miargirita, berthierita, garavel·lita, aramayoïta i baumstarkita.
L'exemplar que va servir per a determinar l'espècie, el que es coneix com a material tipus, es troba conservat al Museu mineralògic dels Urals, a Iekaterinburg, Rússia.

## Formació i jaciments
Va ser descoberta al dipòsit d'or de Vorontsovskoe, a la localitat de Turinsk, dins el raion de Serov (óblast de Sverdlovsk, Rússia). També ha estat descrita al dipòsit d'or d'Hemlo, a Ontario (Canadà), i a les mines japoneses de Hohka i Tokoya, totes dues a la prefectura de Shimane. Aquests indrets són els únics de tot el planeta on ha estat descrita aquesta espècie mineral.